# اوانسیت
اوانسیت  (به انگلیسی: Evansite) با فرمول شیمیایی Al3 [(OH)6 - PO4].6H2O از مجموعه کانی هاست و نام یک معدنچی انگلستانی B.Evans است. حل شونده در اسیدها Al2O۳:۳۹٫۶۰٪  P2O۵:۱۸٫۴۰٪  H2O:۴۲٪  با Cu,Pb برای اولین بار در چک اسلواکی کشف شد و از نظر شکل بلور: رمبوئدر، رنگ: سفید - زرد - آبی، شفافیت: نیمه شفاف، جلا: شیشه‌ای - صدفی، رخ: ندارد، سیستم تبلور: آمرف و در رده‌بندی فسفات است  و منشأ تشکیل آن هیدروترمال است.
همایند کانی‌شناسی (پارانژ) آن کالسدونی- آلوفان- لیمونیت و غیره است
، از نظر ژیزمان استالاکتیت - اگرگات توده‌ای تقریباْ کمیاب است و بیشتر در چک اسلواکی، رومانی، فرانسه، اسپانیا، آمریکا، ماداگاسکار یافت می‌شود.

## منبع
- پردیس کشاورزی ایران